# Пахирахис
Пахирахис (лат. Pachyrhachis, от др.-греч. παχεῖᾰ ῥάχις — толстый позвоночник) — род вымерших пресмыкающихся из инфраотряда Alethinophidia. К роду относят единственный типовой вид — Pachyrhachis problematicus. Это один из немногих известных науке родов змееобразных существ из сеноманского века, у которых были задние конечности.
Пахирахис считается началом всей истории развития змей. Однако некоторые черты его были присущи скорее ящерицам, поэтому его принято считать неким «промежуточным звеном» между настоящими ящерицами и змеями. В частности, около анального отверстия у этой рептилии имелась одна пара конечностей, но, правда, размерами совсем не отличавшихся, на уровне рудиментарных органов. Тем не менее, в некоторых источниках он назван «водяной ящерицей» с похожим на змеиное телом.
Пахирахис представлял собой плавающее существо с головой, как у питона, обитавшее в озёрах и реках и питающееся рыбой. Что же касается стиля плавания, то передвигался он, по-змеиному изгибая своё длинное туловище. У него были утолщённые кости рёбер и позвоночника, которые, уменьшая плавучесть животного и позволяя погружаться как можно глубже, служили ему своего рода балластом.
Обитал пахирахис во времена сеноменского века (99,6—93,5 млн лет назад), в Азии, на территории современного Израиля. Он известен по останкам, найденным в известняковых отложениях города Эйн-Ябруд, что около Рамаллы, в центральной зоне Западного берега реки Иордан.
В длину пахирахис достигал примерно 90 см, или, по некоторым данным, 1 м.